# الحرجة بالقرعان
قرية الحرجة بالقرعان هي إحدى القرى التابعة لمركز البلينا بمحافظة سوهاج في جمهورية مصر العربية. حسب إحصاءات سنة 2006، بلغ إجمالي السكان في الحرجة بالقرعان 9583 نسمة، منهم 4489 رجل و5094 امرأة.